# Batman Dracula
Batman Dracula (de 1964) é um filme experimental produzido e dirigido por Andy Warhol sem a permissão da DC Comics. O filme foi apresentado apenas na sua exibição de arte.
Fã convicto dos seriados do Batman, o filme de Andy Warhol é uma grande "homenagem" às séries, e pode também ser considerada a primeira aparição descaradamente exagerada de um Batman.
Todos achavam, até recentemente, que o filme estava perdido, porém o documentário Jack Smith and the Destruction of Atlantis (de 2006) exibiu algumas cenas do filme, o que provou o contrário.
O ator Gregory Battcock interpretou o "Batman" do filme. Além de ser amigo íntimo de Warhol, já havia aparecido em diversos filmes dele, tais como Horse (de 1965), Galaxie (de 1966) e Iliac Passion (de 1967).
As filmagens ocorreram em julho de 1964, e duraram algumas semanas.

## Elenco
- Tally Brown
- Beverly Grant as Celia
- Bob Heide
- Baby Jane Holzer
- Sally Kirkland
- Naomi Levine
- Ron Link
- Gerard Malanga
- Taylor Mead
- Ivy Nicholson
- Jack Smith as Batman
- Andy Warhol